# Memoriał Andrzeja Trochanowskiego 2017
29. edycja wyścigu kolarskiego Memoriał Andrzeja Trochanowskiego odbyła się w dniu 1 maja 2017 roku i liczyła 168,8 km. Start i meta wyścigu miały miejsce w Baboszewie. Wyścig figurował w kalendarzu cyklu UCI Europe Tour, posiadając kategorię UCI 1.2.

## Klasyfikacja generalna
| M-ce | Imię i nazwisko   | Kraj    | Drużyna               | Czas       |
| ---- | ----------------- | ------- | --------------------- | ---------- |
| 1.   | Alois Kaňkovský   | Czechy  | Elkov-Author          | 3h 55' 35" |
| 2.   | Grzegorz Stępniak | Polska  | Wibatech 7R Fuji      | + 0"       |
| 3.   | Eryk Latoń        | Polska  | Team Hurom            | + 0"       |
| 4.   | Paweł Franczak    | Polska  | Team Hurom            | + 0"       |
| 5.   | Vojtěch Hačecký   | Czechy  | Elkov-Author          | + 0"       |
| 6.   | Alan Banaszek     | Polska  | CCC Sprandi Polkowice | + 0"       |
| 7.   | Marek Rutkiewicz  | Polska  | Wibatech 7R Fuji      | + 0"       |
| 8.   | Paweł Bernas      | Polska  | Domin Sport           | + 0"       |
| 9.   | Mateusz Komar     | Polska  | Voster Cycling Team   | + 0"       |
| 10.  | Oleksandr Prevar  | Ukraina | Kolss Cycling Team    | + 0"       |